# Waitharli Stadium
Das Waitharli Stadium ist ein Fußballstadion in Sittwe, der Hauptstadt des Rakhaing-Staats in Myanmar. Es wird als Heimspielstätte des Fußballvereins Rakhine United genutzt. Die Anlage hat eine Kapazität von 7000 Personen. 